# Іргізький сільський округ
Іргі́зький сільський округ (каз. Ырғыз ауылдық округі, рос. Иргизский сельский округ) — адміністративна одиниця у складі Іргізького району Актюбінської області Казахстану. Адміністративний центр — село Іргіз.
Населення — 7338 осіб (2021; 6430 у 2009, 6585 у 1999, 6534 у 1989).
Станом на 1989 рік існувала Іргізька сільська рада (села Іргіз, Калибай, Кизил-Партизан), село Колаликоль перебувало у складі Комінтернівської сільради. 2000 року до складу округу була передана територія Аманкольського сільського округу площею 2100 км². Село Колаликоль було ліквідовано 2019 року.

## Склад
До складу округу входять такі населені пункти:
| Населений пункт    | Колишні назви                    | Населення, осіб (1989) | Населення, осіб (1999) | Населення, осіб (2009) | Населення, осіб (2021) |
| ------------------ | -------------------------------- | ---------------------- | ---------------------- | ---------------------- | ---------------------- |
| Акші, село         | Кизил-Партизан, Красний Партизан | 1232                   | 683                    | 578                    | 434                    |
| Іргіз, село        | -                                | 4613                   | 5329                   | 5410                   | 6652                   |
| Калибай, село      | -                                | 403                    | 423                    | 311                    | 252                    |
| --Колаликоль, село | -                                | 286                    | 151                    | 131                    | -                      |